# وليام ألين (كاردينال)
وليام ألين (بالإنجليزية: William Allen) (ولد 1532 - توفي 1594) هو كاردينال إنجليزي رفض أن يُقسم يمين الاعتراف بالملكة إليزابيث الأولى كرئيسة للكنيسة الإنجليزية، كما حاول دون جدوى أن يعيد إنجلترا إلى الكاثوليكية، حيث ساعد في التخطيط لغزو إنجلترا من قبل أسطول الأرمادا الإسباني، لكن الغزو فشل، وساءت بذلك أحوال الكاثوليك في إنجلترا.
قضى وليم ألين جزءاً كبيراً من حياته في فرنسا ثم في روما حيث توفي فيها.

## روابط خارجية
- وليام ألين على موقع الموسوعة البريطانية (الإنجليزية)